# Duino-Aurisina
Duino-Aurisina (friuli nyelven: Duìn e Nabresine, szlovénül: Devin - Nabrežina) település Olaszországban, Trieszt megyében. Lakosainak száma 8262 fő (2023. január 1.). Duino-Aurisina Doberdò del Lago, Monfalcone, Trieszt, Sežana, Komen és Sgonico községekkel határos. Az Osztrák–Magyar Monarchia fennállása idején a települést zömében szlovének lakták, számuk a későbbi szisztematikus olasz betelepítések nyomán az eredetihez képest majdnem a negyedére csökkent.

## Népesség
A település népessége az elmúlt években az alábbi módon változott:
| Lakosok száma | 8564 | 8480 | 8262 |
|               | 2017 | 2018 | 2023 |